# Górzyca (stacja kolejowa)
Górzyca – stacja kolejowa w Górzycy w Polsce, w województwie lubuskim, w powiecie słubickim, w gminie Górzyca. Według klasyfikacji PKP ma kategorię dworca lokalnego.

## Wymiana pasażerska
| Rok  | Wymiana pasażerska na dobę |
| ---- | -------------------------- |
| 2017 | 20-49                      |
| 2022 | 50-99                      |